# Ramires
Ramires é uma povoação portuguesa do Município de Cinfães que foi sede da extinta Freguesia de Ramires, freguesia que tinha 9,33 km² de área e 119 habitantes (2011), e, por isso, uma densidade populacional de 12,8 hab/km².
A Freguesia de Ramires foi extinta em 2013, no âmbito de uma reforma administrativa nacional, tendo sido agregada às freguesias de Alhões, Bustelo e Gralheira, para formar uma nova freguesia denominada União das Freguesias de Alhões, Bustelo, Gralheira e Ramires com a sede em Gralheira.
Em 1839, Ramires integrava o concelho de Ferreiros de Tendais; após a extinção deste, em 1855, passou para o concelho (atual município) de Cinfães.

## População
| População da freguesia de Ramires | População da freguesia de Ramires | População da freguesia de Ramires | População da freguesia de Ramires | População da freguesia de Ramires | População da freguesia de Ramires | População da freguesia de Ramires | População da freguesia de Ramires | População da freguesia de Ramires | População da freguesia de Ramires | População da freguesia de Ramires | População da freguesia de Ramires | População da freguesia de Ramires | População da freguesia de Ramires | População da freguesia de Ramires |
| --------------------------------- | --------------------------------- | --------------------------------- | --------------------------------- | --------------------------------- | --------------------------------- | --------------------------------- | --------------------------------- | --------------------------------- | --------------------------------- | --------------------------------- | --------------------------------- | --------------------------------- | --------------------------------- | --------------------------------- |
| 1864                              | 1878                              | 1890                              | 1900                              | 1911                              | 1920                              | 1930                              | 1940                              | 1950                              | 1960                              | 1970                              | 1981                              | 1991                              | 2001                              | 2011                              |
| 394                               | 363                               | 349                               | 365                               | 426                               | 431                               | 407                               | 413                               | 461                               | 412                               | 304                               | 235                               | 176                               | 138                               | 119                               |

| Distribuição da População por Grupos Etários | Distribuição da População por Grupos Etários | Distribuição da População por Grupos Etários | Distribuição da População por Grupos Etários | Distribuição da População por Grupos Etários | Distribuição da População por Grupos Etários | Distribuição da População por Grupos Etários | Distribuição da População por Grupos Etários | Distribuição da População por Grupos Etários | Distribuição da População por Grupos Etários |
| -------------------------------------------- | -------------------------------------------- | -------------------------------------------- | -------------------------------------------- | -------------------------------------------- | -------------------------------------------- | -------------------------------------------- | -------------------------------------------- | -------------------------------------------- | -------------------------------------------- |
| Ano                                          | 0-14 Anos                                    | 15-24 Anos                                   | 25-64 Anos                                   | > 65 Anos                                    |                                              | 0-14 Anos                                    | 15-24 Anos                                   | 25-64 Anos                                   | > 65 Anos                                    |
| 2001                                         | 16                                           | 15                                           | 61                                           | 46                                           |                                              | 11,6%                                        | 10,9%                                        | 44,2%                                        | 33,3%                                        |
| 2011                                         | 8                                            | 15                                           | 50                                           | 46                                           |                                              | 6,7%                                         | 12,6%                                        | 42,0%                                        | 38,7%                                        |

Média do País no censo de 2001:  0/14 Anos-16,0%; 15/24 Anos-14,3%; 25/64 Anos-53,4%; 65 e mais Anos-16,4%
Média do País no censo de 2011:   0/14 Anos-14,9%; 15/24 Anos-10,9%; 25/64 Anos-55,2%; 65 e mais Anos-19,0%